# Aosta
Aosta (fransk: Aoste) er en by i Italien med 34.000 indbyggere. Byen er hovedstad i regionen Valle d'Aosta. Aosta blev grundlagt 25 f.v.t. af kejser Augustus som romersk koloni, dengang med navnet Augusta Praetoria.
I 1993 var Aosta den første vært for vinterudgaven af European Youth Olympic Festival.